# モーニングビッグ対談
『モーニングビッグ対談』（ - たいだん）は、フジテレビで2003年5月11日から9月21日までの間、毎週日曜日の早朝に放送していたバラエティ番組。番組企画・進行は松本人志で、毎回ある事情で世の中に出られない人物（に扮した芸人）と対談を行う。「働くおっさん人形」の後継番組。
厳粛ともいえる雰囲気の中、登場するゲストの職や経歴等に対してインタビュー形式でのトークが展開していく。ゲストにはモザイク処理がかけられ、声も編集されており、基本的に誰なのかは確認できない。真面目な質問に対し各出演者が返答、これに対して笑いをこらえる松本の姿がよく見受けられる。

## ゲスト
ゲスト演者は声や部分的に映される容姿で誰であるかはある程度の特定はできるが、番組内で名前を紹介されることはない。
- 元グリーンベレー - F氏（日本人（木村祐一）） - 5月11日-6月1日、全4回
- 天才無免許医師 - A氏（板尾創路） - 6月8日-6月22日、全3回
- 元NASA職員 - タチバナ氏（実名（蛍原徹）） - 7月6日-7月27日、全4回
- 実在するキャッツアイ - ヤマダさん（仮名（清水ミチコ））45歳 - 8月3日-8月17日、全3回
- ヒクソンに勝った男（ほっしゃん。） - 8月24日・8月31日、全2回
- 女結婚詐欺師 - メグミさん（仮名（山田花子））38歳 - 9月7日-9月21日、全3回

## スタッフ
- 企画：松本人志
- 構成：高須光聖、渡辺鐘
- カメラ：遠山康之
- 音声：片山勇
- 編集：浜野元久
- ＭＡ：吉田肇
- 音響効果：志田博英、高田智彰
- ＴＫ：菅原洋子
- メイク：竹内美紀代（TEES）
- 編成：志方聡（フジテレビ）
- ＡＤ：高畑正和
- ＡＰ：伊藤潔（吉本興業）
- プロデューサー：三竿玲子、佐々木将（フジテレビ）、岡本昭彦（吉本興業）
- チーフプロデューサー：清水宏泰（フジテレビ）
- 演出：伊藤征章（フジテレビ）
- 協力：ニユーテレス、IMAGICA、フジアール
- 制作：フジテレビ、吉本興業